# Extracción de aceite de esquisto

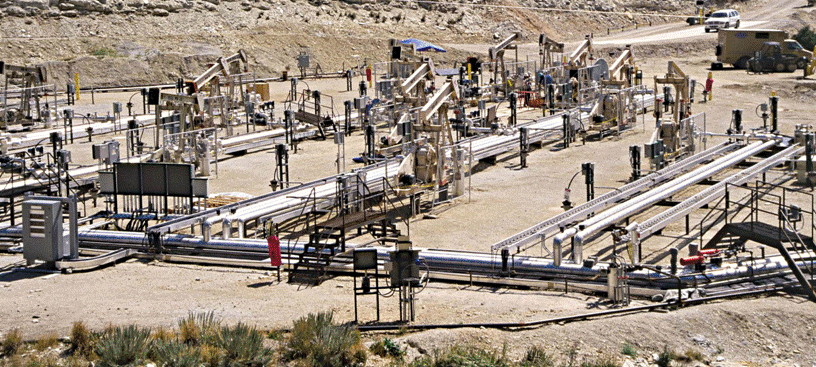
Instalación experimental de petróleo de lutita in situ de Shell, Piceance Basin, Colorado, Estados Unidos

La extracción de aceite de lutita es un proceso industrial para la producción de petróleo no convencional. Este proceso convierte el querógeno en la lutita bituminosa en aceite de esquisto mediante pirólisis, hidrogenación o disolución térmica. El aceite de esquisto resultante se utiliza como aceite combustible o se actualiza para cumplir con las especificaciones de materia prima de refinería mediante la adición de hidrógeno y la eliminación de impurezas de azufre y nitrógeno.
La extracción de aceite de esquisto generalmente se realiza sobre el suelo (procesamiento ex situ) extrayendo la lutita bituminosa y luego tratándola en instalaciones de procesamiento . Otras tecnologías modernas realizan el procesamiento subterráneo (procesamiento in situ) aplicando calor y extrayendo el aceite a través de pozos de petróleo .
La descripción más antigua del proceso data del siglo X. En 1684, Gran Bretaña otorgó la primera patente formal de proceso de extracción. Las industrias de extracción y las innovaciones se generalizaron durante el siglo XIX. La industria se redujo a mediados del siglo 20 después del descubrimiento de grandes reservas de petróleo convencional, pero los altos precios del petróleo a principios del siglo XXI han llevado a un renovado interés, acompañado por el desarrollo y prueba de nuevas tecnologías.
A partir de 2010, las principales industrias de extracción de larga data están operando en Estonia , Brasil y China. Su viabilidad económica generalmente requiere una falta de petróleo crudo disponible localmente. Los problemas nacionales de seguridad energética también han desempeñado un papel en su desarrollo. Los críticos de la extracción de petróleo de esquisto plantean cuestiones sobre la gestión ambiental , como la eliminación de residuos, el uso extensivo del agua, la gestión del agua residual y la contaminación del aire.

## Historia

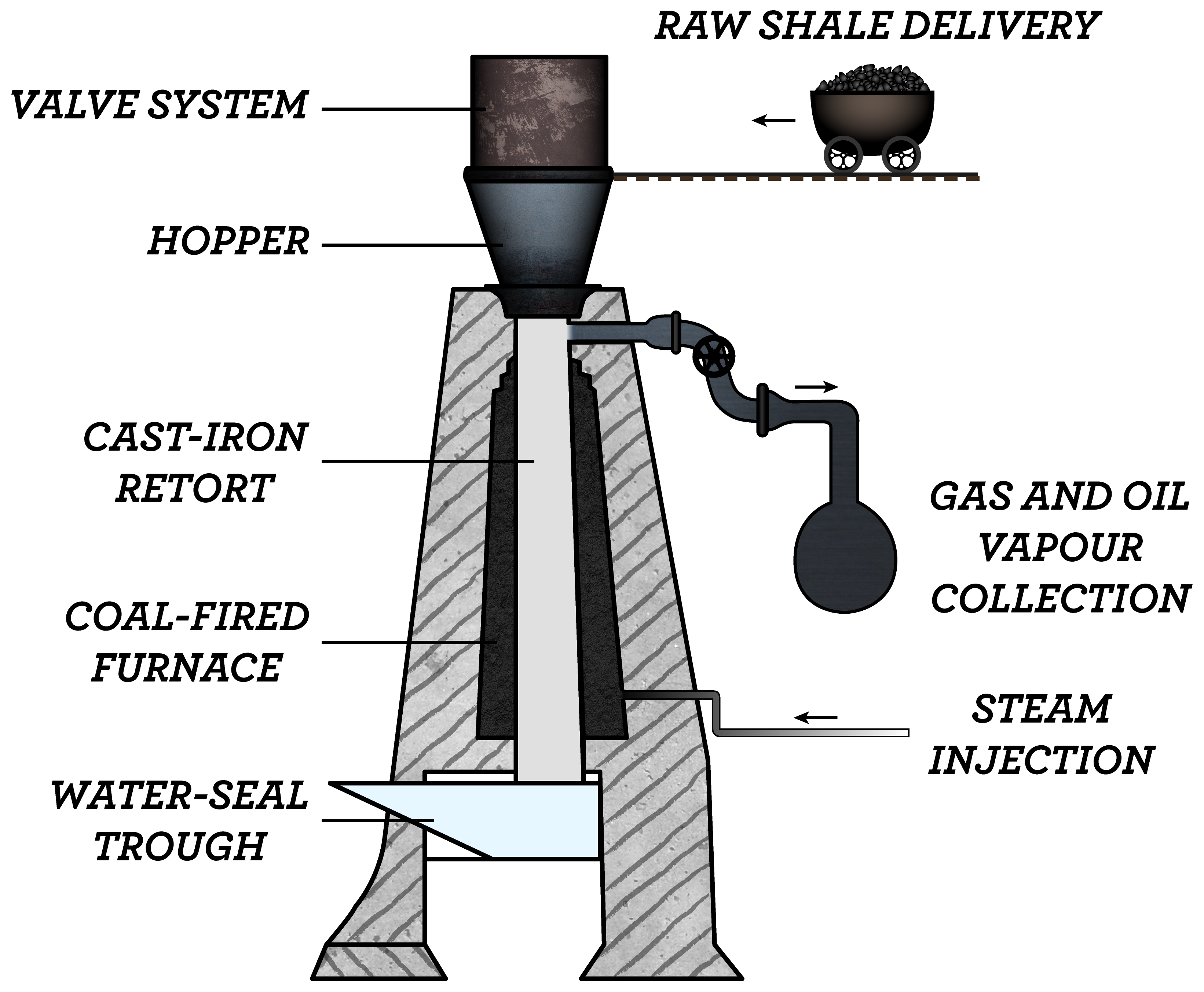
La réplica de Alexander C. Kirk, utilizada a mediados y finales del siglo XIX, fue una de las primeras réplicas verticales de pizarra bituminosa. Su diseño es típico de las réplicas utilizadas a fines del siglo XIX y principios del XX.

En esta réplica vertical, la lutita bituminosa se procesa en un recipiente de hierro fundido que es más ancho en la parte inferior y angosto en la parte superior. Las líneas a la izquierda señalan y describen sus principales componentes. De abajo hacia arriba, consisten en un sello de agua, hornos de carbón que flanquean una réplica de hierro fundido, una tolva que recibe la lutita y un sistema de válvulas. Las flechas y el texto a la derecha muestran las entradas y salidas del proceso: se inyecta vapor cerca de la parte inferior de la retorta; cerca de su parte superior, los vapores de petróleo y los gases se extraen y se recogen; un contenedor con ruedas entrega pizarra bituminosa a la tolva. La réplica de Alexander C. Kirk , utilizada a mediados y finales del siglo XIX, fue una de las primeras réplicas verticales de pizarra bituminosa. Su diseño es típico de las réplicas utilizadas a fines del siglo XIX y principios del XX. En el siglo X, el médico árabe Masawaih al-Mardini (Mesue el Joven) escribió sobre sus experimentos para extraer petróleo de "algún tipo de lutita bituminosa". La primera patente de extracción de petróleo de esquisto fue otorgada por la Corona británica en 1684 a tres personas que habían "encontrado una forma de extraer y hacer grandes cantidades de brea y aceite de una especie de piedra". La moderna extracción industrial de petróleo de esquisto se originó en Francia con la implementación de un proceso inventado por Alexander Selligue en 1838, mejorado una década después en Escocia utilizando un proceso inventado por James Young. Durante el siglo XIX, se construyeron plantas en Australia, Brasil, Canadá y los Estados Unidos. La invención de 1894 de la réplica de Pumpherston , que era mucho menos dependiente del calor del carbón que sus predecesores, marcó la separación de la industria de la pizarra bituminosa de la industria del carbón.
China (Manchuria), Estonia, Nueva Zelanda , Sudáfrica, España , Suecia y Suiza comenzaron a extraer petróleo de esquisto a principios del siglo XX. Sin embargo, los descubrimientos de petróleo crudo en Texas durante la década de 1920 y en el Medio Oriente a mediados del siglo 20 detuvo la mayoría de las industrias de esquisto bituminoso. En 1944, los EE. UU. Recomenzaron la extracción de petróleo de lutita como parte de su Programa de Combustibles Líquidos Sintéticos . Estas industrias continuaron hasta que los precios del petróleo cayeron bruscamente en la década de 1980. La última réplica de pizarra bituminosa en los Estados Unidos, operada por Unocal Corporation , se cerró en 1991. El programa de EE. UU. Se reinició en 2003, seguido por un programa de arrendamiento comercial en 2005 que permite la extracción de lutita bituminosas y arenas petrolíferas tierras federales de acuerdo con la Ley de Política Energética de 2005.
A partir de 2010 , la extracción de petróleo de esquisto está en operación en Estonia, Brasil y China. En 2008, sus industrias produjeron alrededor de 930,000 toneladas métricas (17,700 barriles por día) de aceite de esquisto bituminoso. Australia, EE. UU. Y Canadá han probado las técnicas de extracción de petróleo de esquisto bituminoso a través de proyectos de demostración y están planificando la implementación comercial; Marruecos y Jordania han anunciado su intención de hacer lo mismo. Solo cuatro procesos están en uso comercial: Kiviter , Galoter ,Fushun y Petrosix.

## Principios de procesamiento

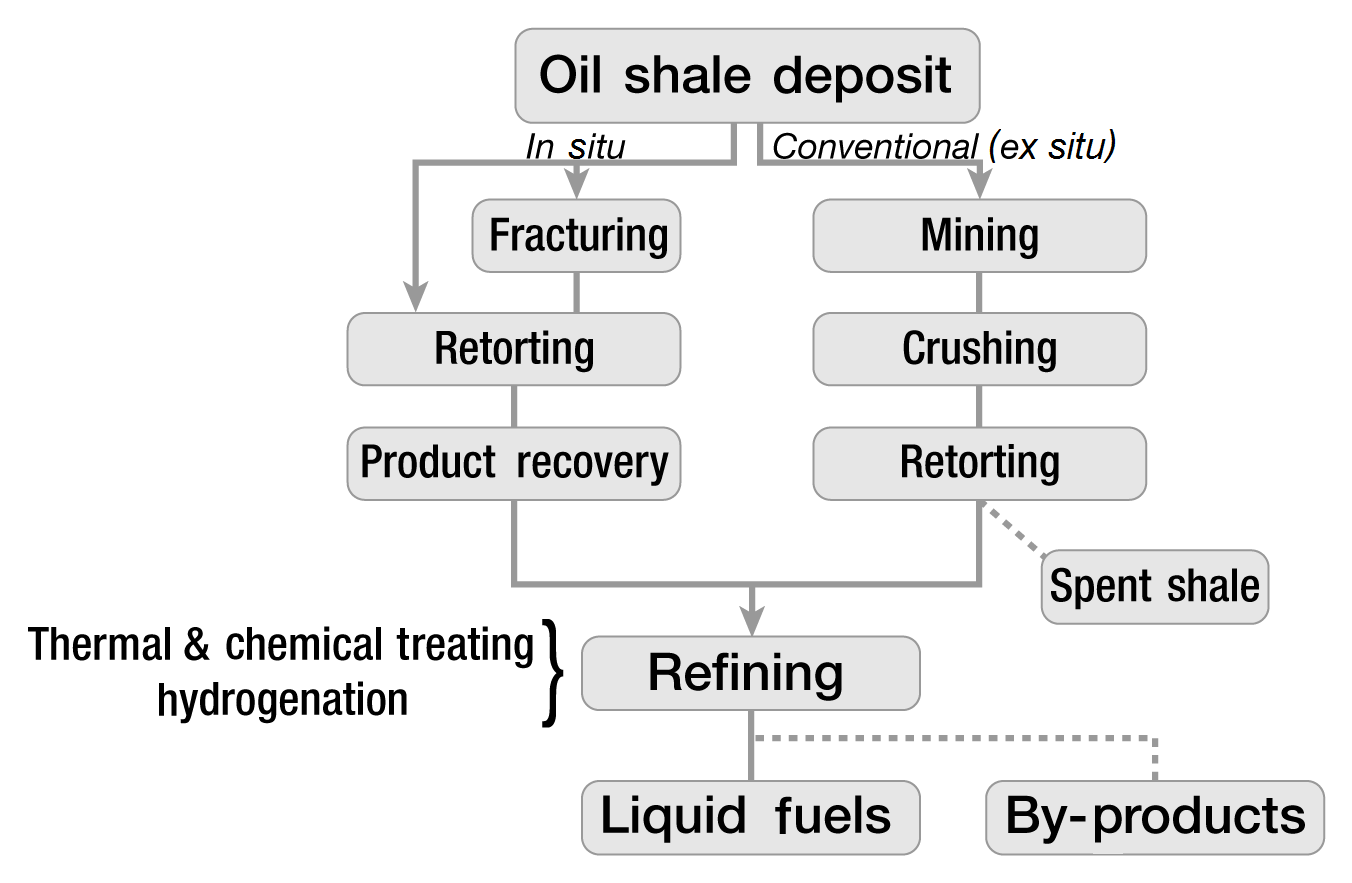
Descripción de la extracción de aceite de esquisto

El proceso de extracción de aceite de esquisto bituminoso descompone la lutita bituminosa y convierte su querógeno en aceite de esquisto bituminoso, un petróleo crudo sintético similar al petróleo. El proceso se realiza por pirólisis, hidrogenación o disolución térmica. Las eficiencias de los procesos de extracción a menudo se evalúan comparando sus rendimientos con los resultados de un ensayo Fischer realizado en una muestra de la lutita.
El método de extracción más antiguo y más común involucra la pirólisis (también conocida como retorta o destilación destructiva). En este proceso, la pizarra bituminosa se calienta en ausencia de oxígeno hasta que su kerógeno se descompone en vapores de petróleo de lutita condensables y gas de esquisto bituminoso combustible no condensable . Luego se recogen y enfrían los vapores de petróleo y el gas de esquisto bituminoso, lo que provoca que el aceite de esquisto bituminoso se condense . Además, el procesamiento de pizarra bituminosa produce lutita bituminosa, que es un residuo sólido. La pizarra gastada consiste en compuestos inorgánicos (minerales) y carbón-un residuo carbonoso formado a partir de querógeno. Quemar el carbón de la lutita gastada produce ceniza de esquisto bituminoso. La lutita bituminosa gastada y la ceniza de esquisto se pueden usar como ingredientes en la fabricación de cemento o ladrillos. La composición de la lutita bituminosa puede aportar un valor añadido al proceso de extracción mediante la recuperación de subproductos, incluidos el amoníaco , azufre , compuestos aromáticos , brea , asfalto y ceras.
Calentar la lutita bituminosa a la temperatura de pirólisis y completar las reacciones de descomposición de querógeno endotérmico requiere una fuente de energía. Algunas tecnologías queman otros combustibles fósiles como el gas natural, el petróleo o el carbón para generar este calor y los métodos experimentales han utilizado electricidad, ondas de radio , microondas o fluidos reactivos para este fin. Se utilizan dos estrategias para reducir, e incluso eliminar, los requisitos de energía térmica externa: el gas de esquisto bituminoso y los subproductos de carbón generados por la pirólisis pueden quemarse como fuente de energía, y el calor contenido en el esquisto bituminoso la ceniza de esquisto bituminoso se puede usar para precalentar la lutita de petróleo crudo.
Para el procesamiento ex situ , la pizarra bituminosa se tritura en trozos más pequeños, aumentando el área de la superficie para una mejor extracción. La temperatura a la que se produce la descomposición de la lutita bituminosa depende de la escala de tiempo del proceso. En los procesos de retorta ex situ , comienza a 300 °C (570 °F) y avanza más rápidamente y por completo a temperaturas más altas. La cantidad de aceite producido es la más alta cuando la temperatura oscila entre 480 y 520 °C (900 y 970 °F). La relación de gas de esquisto bituminoso a aceite de esquisto generalmente aumenta junto con las temperaturas de retorta. [19] Para un proceso moderno in situ, que puede tomar varios meses de calentamiento, la descomposición se puede realizar a temperaturas tan bajas como 250 °C (480 °F). Las temperaturas por debajo de 600 °C (1,110 °F) son preferibles, ya que esto evita la descomposición de piedra de cal y dolomita en la roca y, por lo tanto, limita las emisiones de dióxido de carbono y el consumo de energía.
La hidrogenación y la disolución térmica (procesos de fluidos reactivos) extraen el aceite utilizando donantes de hidrógeno , solventes o una combinación de estos. La disolución térmica implica la aplicación de disolventes a temperaturas y presiones elevadas, aumentando la producción de petróleo mediante el craqueo de la materia orgánica disuelta. Diferentes métodos producen aceite de esquisto con diferentes propiedades.

## Clasificación de tecnologías de extracción
Los analistas de la industria han creado varias clasificaciones de las tecnologías utilizadas para extraer el aceite de esquisto bituminoso de la lutita bituminosa.
Por principios del proceso : basados en el tratamiento de la lutita bituminosa en bruto por calor y disolventes, los métodos se clasifican como pirólisis, hidrogenación o disolución térmica.
Por ubicación : una distinción utilizada con frecuencia considera si el procesamiento se realiza por encima o por debajo del suelo, y clasifica las tecnologías ampliamente como ex situ (desplazado) o in situ (en su lugar). En el procesamiento ex situ , también conocido como retorta sobre el suelo , la lutita bituminosa se extrae subterráneamente o en la superficie y luego se transporta a una instalación de procesamiento. Por el contrario, el procesamiento in situ convierte el querógeno cuando todavía está en la forma de un depósito de esquisto bituminoso, luego de lo cual se extrae a través de pozos petrolíferos , donde se eleva de la misma manera que el petróleo crudo convencional. A diferencia del procesamiento ex situ , no involucra la extracción de esquisto bituminoso o la extracción de esquisto bituminoso sobre el suelo, ya que la pizarra bituminosa se mantiene bajo tierra.
Por método de calentamiento : El método de transferencia de calor de los productos de la combustión a la lutita bituminosa puede clasificarse como directo o indirecto. Si bien los métodos que permiten que los productos de combustión entren en contacto con la pizarra bituminosa dentro de la retorta se clasifican como directos , los métodos que queman materiales externos a la retorta para calentar otro material que entra en contacto con la lutita bituminosa se describen como indirectos.
Por portador de calor : con base en el material utilizado para entregar energía térmica a la lutita bituminosa, las tecnologías de procesamiento se han clasificado en portador de calor de gas, portador de calor sólido, conducción de pared, fluido reactivo y métodos de calentamiento volumétrico. Los métodos de portadores de calor pueden clasificarse como directos o indirectos.
La siguiente tabla muestra las tecnologías de extracción clasificadas por método de calentamiento, portador de calor y ubicación ( in situ o ex situ ).
| Clasificación de las tecnologías de procesamiento por método de calentamiento y ubicación (según Alan Burnham) | Clasificación de las tecnologías de procesamiento por método de calentamiento y ubicación (según Alan Burnham)              |                                                                                |
| Método de Calentado                                                                                            | Sobre el suelo ( ex situ )                                                                                                  | Subterráneo (in situ)                                                          |
| --- | --- | ------------------------------------------------------------------------------ |
| Combustión interna                                                                                             | Combustión de gas , NTU , Kiviter , Fushun , Union A , Paraho Direct , Superior Direct                                      | Occidental Petroleum MIS , LLNL RISE , Geocinética Horizontal , Río Blanco     |
| Sólidos reciclados calientes (pizarra inerte o quemada)                                                        | Alberta Taciuk , Galoter , Enefit , Lurgi-Ruhrgas , TOSCO II , Chevron STB , LLNL HRS , Shell Spher , KENTORT II            | –                                                                              |
| Conducción a través de una pared (varios combustibles)                                                         | Pumpherston , Fischer Assay , Oil-Tech , EcoShale In-Capsule , recursos de combustión                                       | Shell ICP (método primario), American Shale Oil CCR , IEP Geothermic Fuel Cell |
| Gas caliente generado externamente                                                                             | PetroSIX , Union B , Paraho Indirect , Superior Indirect , Syntec (proceso de Smith)                                        | Chevron CRUSH , Omnishale , EPM IGE                                            |
| Fluidos reactivos                                                                                              | IGT Hytort (H2 a alta presión ), procesos de solvente donante de reactor de lecho fluidizado Chattanooga de Rendall Process | Shell ICP (algunas realizaciones)                                              |
| Calefacción volumétrica                                                                                        | – | Procesos de corriente eléctrica, microondas y ondas de radio                   |

Por tamaño de partículas de esquisto bituminoso crudo : Las diversas tecnologías de procesamiento ex situ se pueden diferenciar por el tamaño de las partículas de esquistos bituminosos que se introducen en las autoclaves. Como regla general, las tecnologías de portadores de calor de gas procesan grumos de pizarra bituminosa que varían en diámetro de 10 a 100 milímetros, mientras que las tecnologías de conducción de pared y portador de calor sólido procesan finos que son partículas de menos de 10 milímetros de diámetro.
Por orientación retorta : las tecnologías "Ex-situ" a veces se clasifican como verticales u horizontales. Las retortas verticales son generalmente hornos de pozo donde un lecho de pizarra se mueve de arriba a abajo por gravedad. Las retortas horizontales generalmente son tambores giratorios horizontales o tornillos donde la lutita se mueve de un extremo a otro. Como regla general, las retortas verticales procesan grumos usando un portador de calor de gas, mientras que las retortas horizontales procesan finos usando un portador de calor sólido.
Por complejidad de la tecnología : las tecnologías in situ generalmente se clasifican como procesos reales in situ o procesos in situ modificados . Los verdaderos procesos in situ no implican extraer o triturar la pizarra bituminosa. Los procesos modificados in situ implican la perforación y fractura del yacimiento de esquisto bituminoso objetivo para crear vacíos en el depósito. Los vacíos permiten un mejor flujo de gases y fluidos a través del depósito, aumentando así el volumen y la calidad del aceite de esquisto producido.

## Tecnologías ex situ

### Combustión interna
Las tecnologías de combustión interna queman materiales (típicamente carbón y gas de esquisto bituminoso) dentro de una retorta de eje vertical para suministrar calor para la pirólisis. Típicamente, las partículas de esquisto bituminoso crudo entre 12 milímetros (0,5 pulgadas) y 75 milímetros (3,0 pulgadas) de tamaño se introducen en la parte superior de la retorta y se calientan con los gases calientes ascendentes que pasan a través de la pizarra bituminosa descendente, causando la descomposición de el kerógeno a aproximadamente 500 °C (932 °F). La niebla de aceite de pizarra, los gases desprendidos y los gases de combustión enfriados se eliminan de la parte superior de la retorta y luego se mueven a los equipos de separación. El aceite de esquisto condensado se recoge, mientras que el gas no condensable se recicla y se utiliza para calentar la retorta. En la parte inferior de la retorta, se inyecta aire para la combustión que calienta la lutita y los gases del aceite gastado a entre 700 °C (1.292 °F) y 900 °C (1.650 °F). El gas reciclado en frío puede ingresar al fondo de la retorta para enfriar la ceniza de esquisto. Los procesos Union A y Superior Direct se apartan de este patrón. En el proceso de la Unión A, la lutita bituminosa se alimenta a través del fondo de la retorta y una bomba la mueve hacia arriba. En el proceso superior directo, la lutita bituminosa se procesa en una retorta horizontal, segmentada, con forma de rosquilla y con forma de rosquilla .
Las tecnologías de combustión interna como el Paraho Direct son térmicamente eficientes , ya que la combustión de carbón en la pizarra y el calor recuperado de la ceniza de esquisto bituminoso y los gases desarrollados pueden proporcionar todos los requisitos de calor de la retorta. Estas tecnologías pueden alcanzar un 80-90% del rendimiento del ensayo de Fischer. Dos industrias de petróleo de esquisto bien establecidas utilizan tecnologías de combustión interna: las instalaciones de proceso de Kiviter se han operado continuamente en Estonia desde la década de 1920, y varias empresas chinas operan las instalaciones de proceso de Fushun.
Los inconvenientes comunes de las tecnologías de combustión interna son que el gas de esquisto bituminoso combustible se diluye por los gases de combustión y las partículas de menos de 10 milímetros (0,4 pulgadas) no se pueden procesar. La distribución desigual de gas a través de la retorta puede provocar bloqueos cuando los puntos calientes hacen que las partículas se fusionen o se desintegren.

### Sólidos reciclados calientes
Las tecnologías de sólidos reciclados calientes suministran calor a la pizarra bituminosa mediante el reciclado de partículas sólidas calientes, normalmente ceniza de lutita bituminosa. Estas tecnologías generalmente emplean horno rotativo o lecho fluidizado de retortas, alimentadas por partículas finas de esquisto bituminoso que generalmente tienen un diámetro de menos de 10 milímetros (0,4 pulgadas); algunas tecnologías usan partículas incluso menores a 2.5 milímetros (0.10 pulgadas). Las partículas recicladas se calientan en una cámara o recipiente separado a aproximadamente 800 °C (1,470 °F) y luego se mezclan con la lutita bituminosa bruta para provocar que la lutita se descomponga a aproximadamente 500 °C (932 °F). El gas de petróleo y el gas de esquisto bituminoso se separan de los sólidos y se enfrían para condensar y recoger el aceite. El calor recuperado de los gases de combustión y la ceniza de esquisto se pueden usar para secar y precalentar la pizarra de petróleo crudo antes de mezclarla con los sólidos de reciclaje calientes.
En los procesos de Galoter y Enefit , la pizarra bituminosa usada se quema en un horno separado y la ceniza caliente resultante se separa del gas de combustión y se mezcla con partículas de esquistos bituminosos en un horno rotatorio. Los gases de combustión del horno se utilizan para secar la pizarra bituminosa en una secadora antes de mezclarla con ceniza caliente. El proceso TOSCO II utiliza bolas de cerámica en lugar de ceniza de esquisto como sólidos reciclados calientes. La característica distintiva del proceso Alberta Taciuk (ATP) es que todo el proceso se produce en un solo recipiente horizontal con cámara múltiple giratoria.
Debido a que los sólidos de reciclaje calientes se calientan en un horno separado, el gas de esquisto bituminoso de estas tecnologías no se diluye con el gas de escape de la combustión. Otra ventaja es que no hay límite en las partículas más pequeñas que la retorta puede procesar, permitiendo así que se use todo el alimento triturado. Una desventaja es que se usa más agua para manejar la ceniza de esquisto más fina resultante.

### Conducción a través de una pared
Estas tecnologías transfieren calor a la lutita bituminosa al conducirlo a través de la pared de la retorta. La alimentación de esquisto usualmente consiste en partículas finas. Su ventaja radica en el hecho de que los vapores de la retorta no se combinan con el escape de la combustión. [9] [23] El proceso de recursos de combustión utiliza un horno rotativo alimentado con hidrógeno, donde el gas caliente circula a través de un anillo exterior . [33] [34] La réplica calentada eléctricamente por etapas de Oil-Tech consiste en cámaras de calefacción interconectadas individuales, apiladas una encima de la otra. [10] [31] Su principal ventaja radica en su diseño modular , que mejora su portabilidad y adaptabilidad.[31] El proceso EcoShale In-Capsule de Red Leaf Resources combina la minería de superficie con un método de calentamiento a baja temperatura similar a los procesos in situ operando dentro de los confines de una estructura de tierra. Un gas caliente que circula a través de tuberías paralelas calienta los escombros de esquisto bituminoso. [10] [35] [36] Una instalación dentro del espacio vacío creado por la minería permitiría una rápida recuperación de la topografía. [36] Un inconveniente general de la conducción a través de una tecnología de pared es que las retortas son más costosas cuando aumentan de escala debido a la gran cantidad resultante de paredes conductoras de calor hechas de aleaciones de alta temperatura.

### Gas caliente generado externamente
En general, las tecnologías de gas caliente generadas externamente son similares a las tecnologías de combustión interna, ya que también procesan grumos de pizarra bituminosa en hornos de pozo vertical. Significativamente, sin embargo, el calor en estas tecnologías es suministrado por gases calentados fuera del recipiente de la retorta, y por lo tanto los vapores de la retorta no se diluyen con el escape de la combustión. El Petrosix y Paraho Indirect emplean esta tecnología. Además de no aceptar partículas finas como alimento, estas tecnologías no utilizan el calor potencial de la combustión del carbón en la pizarra gastada y, por lo tanto, deben quemar combustibles más valiosos. Sin embargo, debido a la falta de combustión de la lutita gastada, la pizarra bituminosa no supera los 500 °C (932 °F) y se puede evitar la descomposición mineral de carbonato significativa y la posterior generación de CO2 en algunas lutitas bituminosas. Además, estas tecnologías tienden a ser más estables y fáciles de controlar que la combustión interna o las tecnologías de reciclaje de sólidos calientes.

### Fluidos reactivos
Kerogen está fuertemente ligado a la lutita y resiste la disolución de la mayoría de los solventes . A pesar de esta limitación, se ha probado la extracción con fluidos especialmente reactivos, incluidos aquellos en estado supercrítico . Las tecnologías de fluidos reactivos son adecuadas para procesar lutitas bituminosas con bajo contenido de hidrógeno. En estas tecnologías, el hidrógeno gaseoso (H2) o los donantes de hidrógeno (sustancias químicas que donan hidrógeno durante las reacciones químicas) reaccionan con precursores de coque (estructuras químicas en la pizarra bituminosa propensas a formar carbón durante la retorta pero aún no lo han hecho). Las tecnologías de fluidos reactivos incluyen IGT Hytort (proceso de H2 a alta presión), procesos solventes de donantes y el reactor de lecho fluidizado de Chattanooga . En el IGT Hytort Oil Shale se procesa en un entorno de hidrógeno a alta presión. El proceso de Chattanooga utiliza un reactor de lecho fluidizado y un calentador de hidrógeno asociado para la formación de grietas térmicas e hidrogenación de lutitas bituminosas . Los resultados de laboratorio indican que estas tecnologías a menudo pueden obtener rendimientos de aceite significativamente más altos que los procesos de pirólisis. Los inconvenientes son el costo adicional y la complejidad de la producción de hidrógeno y los recipientes de retorta de alta presión.

### Gasificación de plasma
Se han realizado varias pruebas experimentales para la gasificación de lutitas bituminosas mediante el uso de tecnologías de plasma. En estas tecnologías, la pizarra bituminosa es bombardeada por radicales (iones). Los radicales rompen moléculas de querógeno que forman gas y petróleo sintéticos . Se usa aire, hidrógeno o nitrógeno como gas de plasma y los procesos pueden operar en un arco , arco de plasma o modo de electrólisis de plasma. El principal beneficio de estas tecnologías es el procesamiento sin usar agua.

## Tecnologíasin situ
Las tecnologías in situ calientan las lutitas petrolíferas subterráneas inyectando fluidos calientes en la formación rocosa o utilizando fuentes de calentamiento lineales o planas seguidas de conducción térmica y convección para distribuir el calor a través del área objetivo. El aceite de esquisto se recupera a través de pozos verticales perforados en la formación. Estas tecnologías son potencialmente capaces de extraer más petróleo de esquisto de un área determinada de tierra que las tecnologías de procesamiento ex situ convencionales, ya que los pozos pueden alcanzar profundidades mayores que las minas de superficie. Presentan una oportunidad para recuperar el aceite de esquisto bituminoso de depósitos de baja ley que las técnicas tradicionales de minería no pudieron extraer.
Durante la Segunda Guerra Mundial se implementó un proceso de extracción in situ modificado sin un éxito significativo en Alemania. Uno de los primeros procesos in situ más exitosos fue la gasificación subterránea mediante energía eléctrica ( método Ljungström ), un proceso explotado entre 1940 y 1966 para la extracción de petróleo de lutitas en Kvarntorp en Suecia. Antes de la década de 1980, se exploraron muchas variaciones del proceso in situ en los Estados Unidos. El primer experimento modificado de esquistos bituminosos in situ en los Estados Unidos fue realizado por Occidental Petroleum en 1972 en Logan Wash, Colorado. Se están explorando tecnologías más nuevas que utilizan una variedad de fuentes de calor y sistemas de suministro de calor.

### Conducción por pared

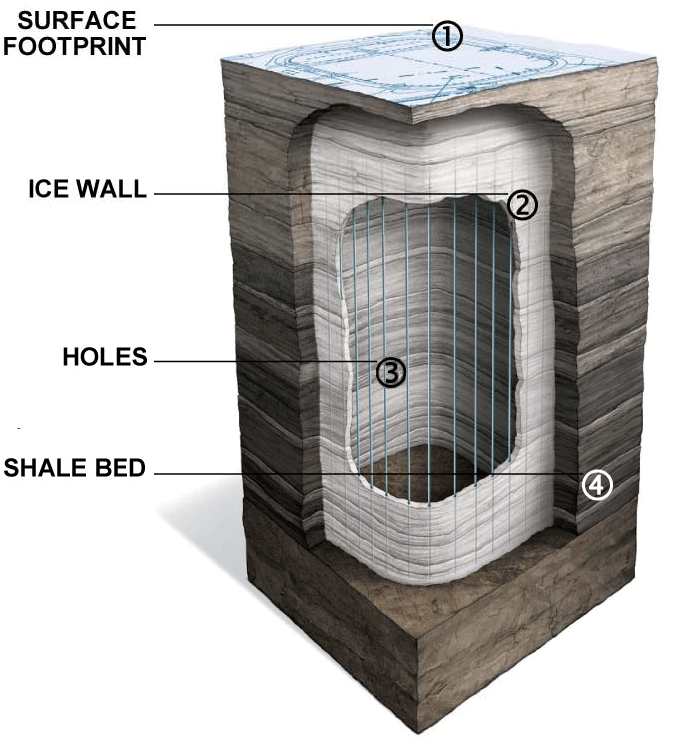
El muro de congelación de Shell para la producción de petróleo de esquisto in situ separa el proceso de su entorno

Las tecnologías de conducción de la pared in situ utilizan elementos de calefacción o tuberías de calefacción ubicadas dentro de la formación de lutita bituminosa. El proceso de conversión Shell in situ (Shell ICP) utiliza elementos de calentamiento eléctrico para calentar la capa de lutita bituminosa a entre 650 y 700 °F (340 y 370 °C) durante un período de aproximadamente cuatro años. [46] El área de procesamiento está aislada del agua subterránea circundante por una pared de congelación que consiste en pozos llenos de un fluido supercongelado circulante. Las desventajas de este proceso son un gran consumo de energía eléctrica, un amplio uso del agua y el riesgo de contaminación del agua subterránea. El proceso fue probado desde principios de la década de 1980 en el sitio de prueba de Mahogany en Piceance Basin. Se extrajeron 1.700 barriles (270 m³ ) de petróleo en 2004 en un área de prueba de 30 por 40 pies (9.1 por 12.2 m).
En el proceso de CCR propuesto por American Shale Oil, el vapor sobrecalentado u otro medio de transferencia de calor circula a través de una serie de tuberías colocadas debajo de la capa de esquisto bituminoso a extraer. El sistema combina pozos horizontales, a través de los cuales se pasa vapor, y pozos verticales, que proporcionan tanto la transferencia de calor vertical a través del reflujo del aceite de esquisto convertido como un medio para recoger los hidrocarburos producidos. El calor es suministrado por la combustión de gas natural o propano en la fase inicial y por gas de esquisto bituminoso en una etapa posterior.
El Proceso de Células de Combustibles Geotérmicos (PCCG) propuesto por Independent Energy Partners extrae aceite de esquisto explotando una pila de pilas de combustible a alta temperatura. Las celdas, ubicadas en la formación de lutitas bituminosas, son alimentadas por gas natural durante un período de calentamiento y luego por gas de esquisto bituminoso generado por su propio calor residual. Gas caliente generado externamente

### Gas caliente generado externamente

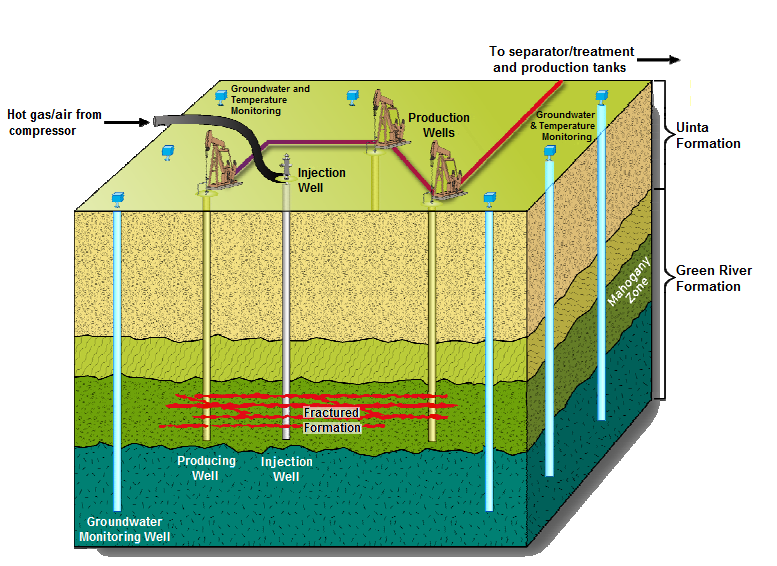
Proceso Chevron CRUSH

Las tecnologías de gas caliente in situ generadas externamente utilizan gases calientes calentados sobre el suelo y luego se inyectan en la formación de pizarra bituminosa. El proceso Chevron CRUSH , que fue investigado por Chevron Corporation en asociación con Los Alamos National Laboratory , inyecta dióxido de carbono calentado en la formación a través de pozos perforados y para calentar la formación a través de una serie de fracturas horizontales a través de las cuales circula el gas. [50] General Synfuels International ha propuesto el proceso Omnishale que implica la inyección de aire sobrecalentado en la formación de pizarra bituminosa. Mountain West EnergyEl proceso de extracción in situ de vapores utiliza principios similares de inyección de gas a alta temperatura.

### ExxonMobil Electrofrac
Electrofrac
ExxonMobil 's in situ tecnología (ExxonMobil Electrofrac) utiliza calefacción eléctrica con elementos tanto de conducción pared y métodos de calentamiento volumétricas. Inyecta un material eléctricamente conductor como el coque de petróleo calcinado en las fracturas hidráulicas creadas en la formación de pizarra bituminosa que luego forma un elemento de calentamiento. Los pozos de calefacción se colocan en una fila paralela con un segundo pozo horizontal que los cruza en el dedo del pie. Esto permite que se apliquen cargas eléctricas opuestas en cada extremo.

### Calentamiento volumétrico

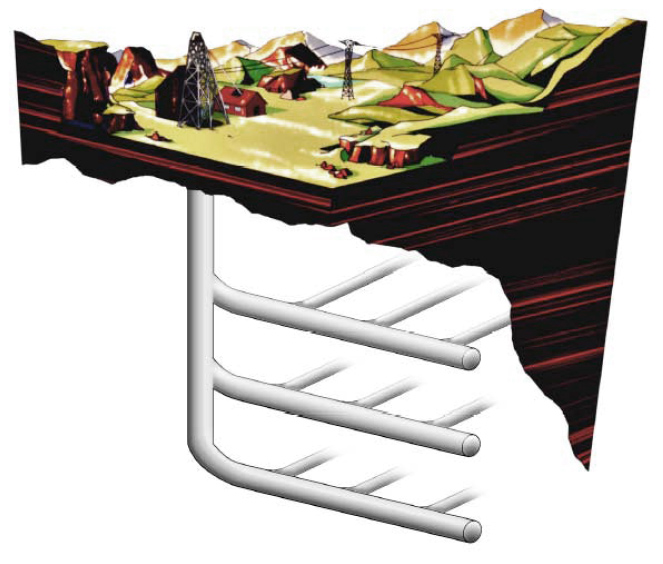
Interpretación del artista de una instalación de extracción basada en ondas de radio

El Instituto de Tecnología de Illinois desarrolló el concepto de calentamiento volumétrico de lutita bituminosa utilizando ondas de radio (procesamiento de radiofrecuencia) durante la década de 1970. Esta tecnología fue desarrollada por Lawrence Livermore National Laboratory . La lutita bituminosa se calienta mediante matrices de electrodos verticales . Se pueden procesar volúmenes más profundos a velocidades de calentamiento más lentas mediante instalaciones espaciadas a decenas de metros. El concepto supone una frecuencia de radio en la que la profundidad de la piel es de muchas decenas de metros, superando así los tiempos de difusión térmica necesarios para el calentamiento conductivo. Sus inconvenientes incluyen una demanda eléctrica intensa y la posibilidad de que el agua subterránea o el carbón absorba cantidades indebidas de la energía. Raytheon está desarrollando el procesamiento de radiofrecuencia junto con fluidos críticos junto con CF Technologies y ha sido probado por Schlumberger.
Las tecnologías de calentamiento por microondas se basan en los mismos principios que el calentamiento por ondas de radio, aunque se cree que el calentamiento de la onda de radio es una mejora con respecto al calentamiento por microondas porque su energía puede penetrar más lejos en la formación de lutitas bituminosas. El proceso de calentamiento de microondas fue probado por Global Resource Corporation. Electro-Petroleum propone recuperación de petróleo mejorada eléctricamente mediante el paso de corriente continua entre cátodos en pozos de producción y ánodos ubicados en la superficie o en profundidad en otros pozos. El paso de la corriente a través de la formación de pizarra bituminosa da como resultado un calentamiento Joule resistivo.

## Economía

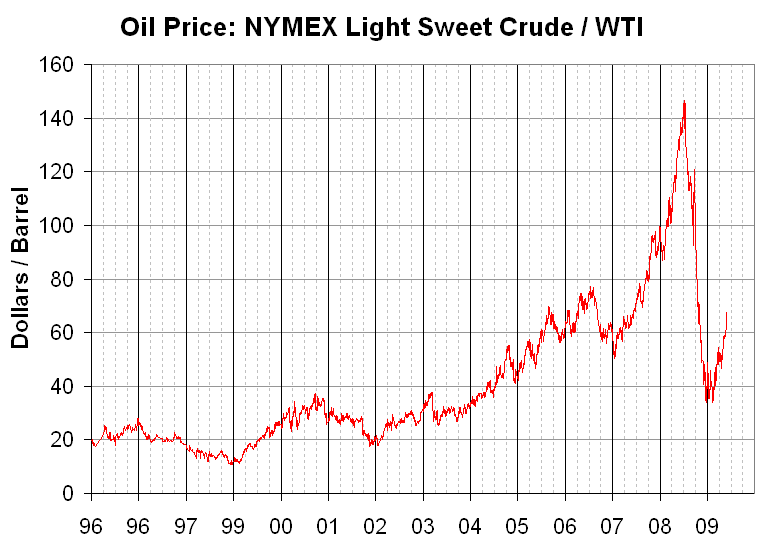
Precios del petróleo crudo liviano NYMEX 1996-2009 (no ajustado por la inflación)

La pregunta dominante para la producción de petróleo de esquisto es en qué condiciones el petróleo de esquisto bituminoso es económicamente viable. Según el Departamento de Energía de los Estados Unidos , los costos de capital de un complejo de procesamiento ex situ de 100,000 barriles por día (16,000 m3/d) son de $3-10 mil millones. Los diversos intentos de desarrollar depósitos de esquisto bituminoso han tenido éxito solo cuando el costo de producción de esquisto bituminoso en una región determinada es inferior al precio del petróleo o sus otros sustitutos. Según una encuesta realizada por la Corporación RAND , el costo de producir petróleo de esquisto bituminoso en un complejo hipotético de retorta superficial en los Estados Unidos (que comprende una mina, una planta de retorta, una planta de mejora), servicios de apoyo y recuperación de esquistos bituminosos gastados), estaría en un rango de $70-95 por barril ($440-600/m3), ajustado a los valores de 2005. Asumiendo un aumento gradual en la producción después del inicio de la producción comercial, el análisis proyecta una reducción gradual en los costos de procesamiento a $30-40 por barril ($190-250/m3 ) después de alcanzar el hito de mil millones de barriles (160×10^6 m³ ).El Departamento de Energía de los Estados Unidos estima que el procesamiento ex situ sería económico a precios medios sostenidos del petróleo a más de $54 por barril e in situel procesamiento sería económico a precios superiores a $35 por barril. Estas estimaciones suponen una tasa de retorno del 15%. Royal Dutch Shell anunció en 2006 que su tecnología Shell ICP obtendría ganancias cuando los precios del crudo superan los $ 30 por barril ($190/m3), mientras que algunas tecnologías de producción a gran escala afirman rentabilidad a precios del petróleo aún más bajos de $20 por barril ($130 /m3).
Para aumentar la eficiencia de la retorta de lutitas bituminosas y por esto la viabilidad de la producción de esquisto bituminoso, los investigadores han propuesto y probado varios procesos de pirolisis, en los que otros materiales como la biomasa , la turba , el betún de desecho o los desechos de caucho y plástico se repiten junto con la pizarra bituminosa. Algunas tecnologías modificadas proponen combinar una retorta de lecho fluidizado con un horno de lecho fluidizado circulado para quemar los subproductos de la pirólisis (carbón y gas de esquisto bituminoso) y mejorar así la producción de petróleo , aumentando el rendimiento y disminuyendo el tiempo de retorta.
Otras formas de mejorar la economía de la extracción de petróleo de esquisto bituminoso podrían ser aumentar el tamaño de la operación para lograr economías de escala, utilizar lutita bituminosa que es un subproducto de la extracción de carbón como en Fushun China, producir productos químicos especializados como Viru Keemia Grupp en Estonia, cogenera electricidad a partir del calor residual y procesa pizarra bituminosa de alta ley que produce más petróleo por pizarra procesada.
Una posible medida de la viabilidad de la lutita bituminosa como fuente de energía radica en la relación entre la energía contenida en el petróleo extraído y la energía utilizada en su extracción y procesamiento (energía devuelta por energía invertida, o EROEI ). Un estudio de 1984 estimó que el EROEI de los diversos yacimientos de esquisto bituminoso conocidos variaba entre 0.7-13.3. Algunas compañías y tecnologías más nuevas afirman un EROEI entre 3 y 10. Según el World Energy Outlook 2010, el EROEI del procesamiento ex situ es típicamente de 4 a 5, mientras que el procesamiento in situ puede ser incluso tan bajo como 2 .
Para aumentar el EROEI, se propusieron varias tecnologías combinadas. Estos incluyen el uso de calor residual de proceso, por ejemplo, gasificación o combustión del carbón residual (carbón), y el uso de calor residual de otros procesos industriales, como la gasificación del carbón y la generación de energía nuclear.
Las necesidades de agua de los procesos de extracción son una consideración económica adicional en las regiones donde el agua es un recurso escaso.

## Consideraciones ambientales
La minería del esquisto bituminoso implica una serie de impactos ambientales, más pronunciados en la minería de superficie que en la minería subterránea. Estos incluyen drenaje ácido inducido por la repentina exposición rápida y posterior oxidación de materiales anteriormente enterrados, la introducción de metales como mercurio en las aguas superficiales y subterráneas, el aumento de la erosión , las emisiones de azufre y la contaminación del aire causada por la producción de partículas durante las actividades de procesamiento, transporte y apoyo. En 2002, alrededor del 97% de la contaminación del aire, el 86% del total de desechos y el 23% de la contaminación del agua en Estonia provenían de la industria energética, que utiliza la pizarra bituminosa como principal recurso para la producción de energía.

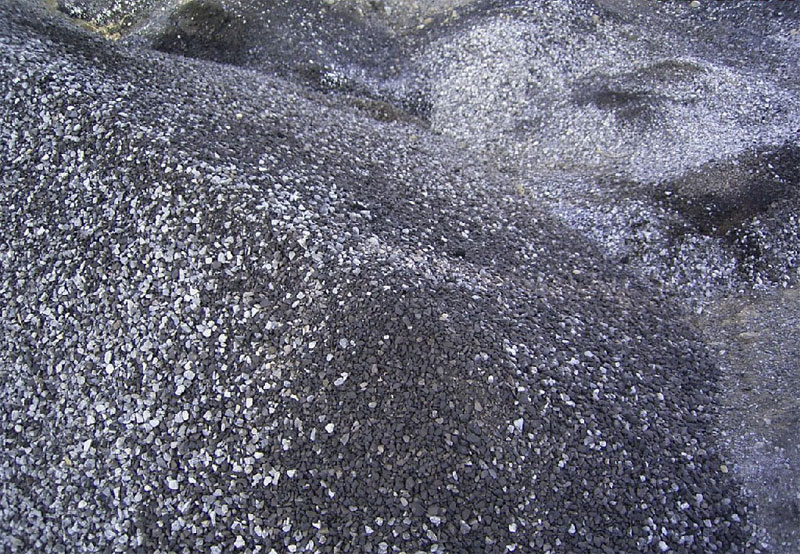
La lutita gastada a menudo presenta un problema de eliminación

La extracción de lutitas bituminosas puede dañar el valor biológico y recreativo de la tierra y el ecosistema en el área minera. La combustión y el procesamiento térmico generan material de desecho. Además, las emisiones atmosféricas del procesamiento y la combustión de la lutita bituminosa incluyen dióxido de carbono , un gas de efecto invernadero . Los ecologistas se oponen a la producción y al uso de lutita bituminosa, ya que genera aún más gases de efecto invernadero que los combustibles fósiles convencionales. Los procesos de conversión experimentales in situ y las tecnologías de captura y almacenamiento de carbono pueden reducir algunas de estas preocupaciones en el futuro, pero al mismo tiempo pueden causar otros problemas, incluida la contaminación del agua subterránea. Entre los contaminantes del agua comúnmente asociados con el procesamiento de esquisto bituminoso se encuentran los hidrocarburos heterocíclicos de oxígeno y nitrógeno. Los ejemplos comúnmente detectados incluyen derivados de quinolina , piridina y diversos homólogos de alquilo de piridina (picolina , lutidina ).
Las cuestiones relacionadas con el agua son cuestiones delicadas en regiones áridas, como el oeste de los EE. UU. Y el desierto del Néguev de Israel , donde existen planes para expandir la extracción de petróleo bituminoso a pesar de la escasez de agua. Dependiendo de la tecnología, la retorta sobre el suelo utiliza entre uno y cinco barriles de agua por barril de aceite de esquisto producido. Una declaración de impacto ambiental programática de 2008 emitida por la Oficina de Administración de Tierras de los EE. UU . Estableció que las operaciones de retorta y minería de superficie producen de 2 a 10 galones estadounidenses de aguas residuales por 1 tonelada corta (0,91 t) de lutita bituminosa procesada. In situ el procesamiento, de acuerdo con una estimación, usa aproximadamente una décima parte de agua. Activistas ambientales , incluidos los miembros de Greenpeace , han organizado fuertes protestas contra la industria de la lutita bituminosa. En un resultado, los recursos energéticos de Queensland pusieron el proyecto propuesto de Stuart Oil Shale en Australia en espera en 2004.